# Баб (бабизм)
Баб (при рождении было дано имя ʿАли Мухаммад; ; перс. علی محمد‎; 20 октября 1819 – 9 июля 1850) был иранским религиозным лидером, который основал бабизм, и также является одной из центральных фигур веры бахаи. Баб последовательно раскрывал в своих обширных трудах свое положение, как Явитель Бога, статус которого столь же велик, как у Моисея, Иисуса и Мухаммада, получая откровения, столь же глубокие, как Тора, Евангелие и Коран. Это новое откровение, как он утверждал, раскроет творческие энергии и способности, необходимые для установления глобального единства и мира.
Он называл себя традиционным мусульманским титулом «Баб» (что означает «врата»), хотя было очевидно из контекста, что он вложил в этот термин духовное значение, отличное от любого, с которым он ранее ассоциировался. Он провозгласил, что основная цель его миссии заключается в подготовке к приходу духовного светоча, превосходящего его самого, – обещанного великого религиями мира; он называл этого обещанного избавителя «тот, кого Бог явит». Баб был «вратами» к этой мессианской фигуре, чье послание будет распространяться по всему миру.
Баб родился в Ширазе 20 октября 1819 года в семье сейидов хусайнидского происхождения, большинство из которых занимались торговыми делами в Ширазе и Бушире. Он был купцом из Шираза в Каджарском Иране, который в 1844 году, в возрасте 25 лет, основал веру Баби. В течение последующих шести лет, Баб открыл многочисленные письма и книги, в которых он отменял исламские законы и традиции, учреждая новую религию и вводя новый социальный порядок, сосредоточенный на единстве, любви и служении другим. Он поощрял изучение искусств и наук, модернизацию образования, и улучшение статуса женщин. Он ввел концепцию прогрессивного откровения, подчеркивая преемственность и обновление религии. Также он акцентировал внимание на этике, независимом исследовании истины и человеческом благородстве. Вдобавок он предоставил предписания для регулирования брака, развода и наследования, а также установил правила для будущего общества бабидов, хотя они никогда не были реализованы. На протяжении всего времени Баб всегда обсуждал свое собственное откровение и законы в контексте вышеупомянутой обещанной фигуры. В отличие от предыдущих религий, которые эпизодически намекали на обещанных фигур, основное внимание в Баяне, основном тексте бабийской веры, уделялось подготовке к появлению обещанного. Баб был популярен среди низших классов, бедных и городских купцов, ремесленников и некоторых крестьян. Однако он столкнулся с противодействием со стороны ортодоксального духовенства и правительства, которое в конечном итоге казнили его и вместе с ним тысячи его последователей, известных как баби.
Когда Баба приговорили к казни за вероотступничество, его привязали на площади в Тебризе и привели для расстрела полк из 750 солдат. После первого залпа Баб исчез, но позже его нашли и вернули на площадь. В конечном итоге он был убит вторым залпом. Сведения о событиях различаются в деталях, но сходятся на том, что первый залп не привёл к его смерти. Это событие, получившее широкую огласку, увеличило интерес к его учению. Его останки тайно хранились и перевозились до тех пор, пока в 1909 году не были захоронены в святилище, построенном для них Абдул-Баха на склонах горы Кармель.
Для бахаи́ Баб исполняет роль, аналогичную Илии в иудаизме или Иоанну Крестителю в христианстве: предвестник или основатель собственной религии. Приверженность Бабу как божественному посланнику сохранилась до наших дней в виде Веры Бахаи, насчитывающей 8 миллионов человек, основатель которой, Бахаулла́, утверждал в 1863 году, что он является осуществлением пророчества Баба. Большинство приверженцев бабизма к концу XIX века перешли в бахаи. Бахаи́ считают его проявлением Бога, также как и Адам, Авраам, Моисей, Зороастр, Кришна, Будда, Иисус, Мухаммед.

## Предыстория

### Ранние годы
Баб родился 20 октября 1819 года (1 мухаррама 1235 года хиджры/27 мехра 1198 года СХ) в Ширазе в семье торговца среднего класса и получил имя Али Мухаммад. Он был сейидом, потомком Мухаммада, оба родителя которого вели свою родословную от Хусейна ибн Али. Его отцом был Мухаммад Риза, а матерью — Фатимех (1800–1881), дочь видного ширазского торговца. Позднее она стала бахаи. Его отец умер, когда он был еще молод, и его воспитал его дядя по материнской линии Хаджи Мирза Сийид Али, торговец.
В Ширазе его дядя отправил его в начальную школу мактаб, где он оставался в течение шести или семи лет. В отличие от формальной, ортодоксальной теологии, которая доминировала в школьной программе того времени и включала изучение юриспруденции и арабской грамматики, Баб с юного возраста проявлял склонность к нетрадиционным предметам, таким как математика и каллиграфия, которые изучались очень мало. Занятость Баба духовностью, творчеством и воображением также раздражала его учителей и не терпелась в атмосфере иранской школы XIX века. Это привело к тому, что Баб разочаровался в системе образования; позднее он наставлял взрослых относиться к детям с достоинством, разрешать детям иметь игрушки и играть и никогда не проявлять гнев или суровость к своим ученикам.
В возрасте между 15 и 20 годами он присоединился к своему дяде в семейном бизнесе, торговом доме, и стал купцом в городе Бушир, Иран, недалеко от Персидского залива. Как купец, он был известен своей честностью и надёжностью в бизнесе, который был сосредоточен на торговле с Индией, Оманом и Бахрейном. Некоторые из его ранних трудов указывают на то, что ему не нравился бизнес, и вместо этого он посвятил себя изучению религиозной литературы.

### Брак
В 1842 году, в возрасте 23 года и по желанию своей матери, он женился на 20-летней Хадидже-Султан Багум (1822–1882), дочери видного купца из Шираза. Брак оказался счастливым, хотя их единственный ребенок — мальчик по имени Ахмад — умер в год своего рождения (1843), и Хадидже больше не забеременела. Молодая пара жила в скромном доме в Ширазе вместе с матерью Баба. Позже, Хадидже стала бахаи.

### Шейхитское движение
В 1790-х годах в Ираке шейх Ахмад (1753–1826) начал школу религиозной мысли в рамках шиитского ислама. Его последователи, которые стали известны как шейхиты, ожидали скорого возвращения божественного руководства через появление Махди, Скрытого Имама или его представителя. Он следовал менее буквальному подходу к исламским учениям, включая, например, учение о том, что материальное тело Мухаммада не возносилось во время Ми‘раджа, и что ожидаемое воскрешение мёртвых было духовным по своей природе. Шейх Ахмад вступил в конфликт с ортодоксальными шиитскими теологами того времени и в 1824 году был обвинён в неверии.
После смерти Шейха Ахмада руководство перешло к Казиму Решти (1793–1843), и основное внимание было уделено году 1260 по Хиджре (1844 по григорианскому календарю), тысяче лунных лет после того, как двенадцатый Имам вошёл в сокрытие. В 1841 году Баб отправился в паломничество в Ирак и провёл семь месяцев главным образом в окрестностях Кербелы, где посещал лекции Казима Решти. Перед своей смертью в декабре 1843 года, Казим Решти советовал своим последователям покинуть свои дома, чтобы найти Махди, который, по его пророчествам, должен был вскоре появиться. Один из этих последователей, Мулла Хусейн, после 40 дней молитв и поста в мечети, отправился в Шираз, где встретил Баба.

### Личность и внешность
Источники описывают Баба как мягкого, рано проявившего талант и обладавшего выдающимся умом человека. Ирландский врач описал его как "очень снисходительным и утончённым человеком, довольно невысокого роста, очень порядочный для персиян, с мелодичным мягким голосом, весьма меня поразившим". Шоги Эффенди говорит о "исполненной благородства, юной и неотразимой личности Баба" и восхваляет его как "непревзойденного в Своей кротости, невозмутимого в Своем спокойствии, чарующего Своей речью". Это личность описывалась как "очаровывавшая многих из тех, кто его встречал".

## Объявление
Миссия Баба как религиозного лидера началась со сна, в котором он выпил семь капель крови, стекающей с израненного горла Имама Хусейна – значимого мученика и символа жертвы в шиизме. Хотя ранее он склонялся к распространению Корана, после этого сна он смог писать свои собственные стихи и молитвы, утверждая, что они вдохновлены свыше. В апреле 1844 года его жена Хадиджа стала первой, кто поверил в его откровение.

Первый религиозно вдохновленный опыт Баба, заявленный и засвидетельствованный его женой, датируется вечером примерно 3 апреля 1844 года. Первая публичная связь Баба с его чувством миссии произошла с прибытием Муллы Хусейна в Шираз. В ночь на 22 мая Мулла Хусейн был приглашен Бабом в его дом, где Мулла Хусейн рассказал ему о своем поиске возможного преемника Казима Решти, Обетованного. Баб заявил об этом и о том, что он носитель божественного знания. Мулла Хусейн стал первым, кто принял утверждения Баба о том, что он является вдохновленной фигурой и вероятным преемником Казима Решти. Баб дал удовлетворительные ответы на все вопросы Муллы Хусейна и написал в его присутствии с большой скоростью длинный тафсир, комментарий к Суре "Юсуф", известной как Кайюм аль-Асма и считающийся первым открытием Баба. Эта дата принята как дата зарождения веры бахаи и является одним из праздников веры.

### Буквы Живущего
Мулла Хусейн стал первым учеником Баба. В течение пяти месяцев семнадцать других учеников Казима Решти признали Баба как Явление Бога. Среди них была женщина, Фатима Заррин Тадж Барагхани, поэтесса, которая позже получила имя Тахире, Чистая. Эти 18 учеников позже стали известны как Буквы Живущего (каждая душа, содержащая одну букву Духа Бога, которые соединяются, чтобы сформировать Слово) и получили задачу распространять новую веру (понимаемую как возвращение или продолжение единой Веры Авраама) по всему Ирану и Ираку. Баб подчеркнул духовную степень этих 18 личностей, которые вместе с ним составили первое "Единство" его религии согласно арабскому термину wāḥid, единство, которое имеет числовое значение 19 с использованием абджадских чисел. Книга Баба, Персидский Байан, дает метафорическую идентичность Букв Живущего Четырнадцати непогрешимым двенадцатеричного шиизма: Мухаммад, двенадцать имамов и Фатима, и четыре архангела.

### Путешествия и заключение
После того, как восемнадцать Букв Живущего признали его, Баб и Куддус отправились в паломничество в Мекку и Медину, священные города ислама. У Каабы в Мекке, Баб публично заявил, что он является Каимом, и написал Шарифу Мекки, Хранителю Каабы, провозглашая свою миссию. После паломничества Баб и Куддус вернулись в Бушир, где они последний раз видели друг друга.
Путешествие Куддуса в Шираз привлекло внимание губернатора, Хусейна Хана, к заявлению Баба, который подверг Куддуса пыткам и вызвал Баба в Шираз в июне 1845 года.
Баб был помещен под домашний арест в доме своего дяди, пока в сентябре 1846 года в городе не вспыхнула эпидемия холеры. После освобождения он отправился в Исфахан. Там многие приходили к нему в дом Имам-Джумъи, который стал проявлять сочувствие. После неформальной встречи, где Баб провел дебаты с местным духовенством и продемонстрировал свою способность к мгновенному созданию стихов, его популярность резко возросла. После смерти губернатора Исфахана, Манучехр-хан Горджи, его сторонника, давление со стороны духовенства провинции привело к тому, что Мохаммад-шах Каджар приказал доставить Баба в Тегеран в январе 1847 года. После нескольких месяцев в лагере за пределами Тегерана, и прежде чем Баб смог встретиться с шахом, премьер-министр отправил Баба в Тебриз на северо-западную окраину страны, в заключение.
Через 40 дней в Тебризе Баб был переведен в крепость Маку, Иран, в провинции Азербайджан у турецкой границы. Во время своего заключения там Баб начал свою важнейшую работу — Персидский баян, которую так и не завершил. Из-за растущей популярности Баба в Маку, после того, как даже губернатор Маку принял его учение, премьер-министр перевел его в крепость Чихрик в апреле 1848 года. Там также популярность Баба возросла, и его тюремщики ослабили ограничения на него.

## Суд в Тебризе
В июне 1848 года Баб был доставлен из Чихрѝка в Тебриз, чтобы предстать перед судом за вероотступничество перед группой исламского духовенства. По пути он провел 10 дней в городе Урмия, где был сделан его единственный известный портрет, копия которого позже была отправлена Бахаулле и до сих пор хранится в Международных архивах Всемирного центра Бахаи.
Испытание, на котором присутствовал наследный принц, состоялось в июле 1848 года и привлекло множество местных духовных лиц. Они задавали Бабу вопросы о природе его претензий и учений и требовали, чтобы он совершил чудеса для подтверждения своего божественного полномочия. Они призывали его отречься от своих претензий. Существует девять свидетельств и очевидцев процесса, некоторые из которых могут происходить из более раннего источника. Шесть из докладов принадлежат мусульманским источникам и изображают Баба в неблагоприятном свете. Существует 62 вопроса, найденных в девяти источниках, однако восемнадцать встречаются в одном источнике, пятнадцать в двух, восемь в трех, пять в четырех, тринадцать в пяти и три в шести. Исключая "да" и "он не ответил", остаются только тридцать пять ответов, из которых десять встречаются в одном источнике, восемь в двух, шесть в трех, три в четырех, два в пяти, пять в шести. Только один ответ содержится во всех девяти источниках очевидцев, где Баб заявляет: «Я Тот, Кого вы ждали тысячу лет».
Испытание не дало решающего результата. Некоторые представители духовенства требовали смертной казни, но правительство под давлением попросило их вынести мягкий приговор, так как Баб пользовался популярностью. Правительство попросило медицинских экспертов объявить Баба сумасшедшим, чтобы предотвратить его казнь. Также вероятно, что правительство как мера сохранения лица и для удовлетворения религиозного духовенства распространило слухи, что Баб отрекся.
Шейх-уль-Ислам, поборник кампании против бабизма, отсутствовал на суде над Бабом, но он вынес условный смертный приговор, если Баб будет признан вменяемым. Была издана фетва, устанавливающая ересь Баба, где говорилось: «Кающегося отступника, неспособного к исправлению, не принимают; и единственная причина, по которой исполнение твоего приговора отложено, заключается в сомнении относительно здравости твоего разума».
Коронный врач наследного принца, Уильям Кормик, осмотрел Баба и выполнил просьбу правительства найти основания для помилования. Мнение врача спасло Баба от казни на некоторое время, но духовенство настояло на том, чтобы он подвергся телесному наказанию, поэтому Бабу подвергли порке по стопам – 20 ударов по подошвам ног.
После суда Бабу было приказано вернуться в крепость Чехрик.

### Провозглашение
В своих ранних трудах (1844–1847) Баб, отождествляет себя с вратами (Баб), ссылаясь на Четыре заместителя Скрытого Имама, последний из которых вошёл в сокрытие в 941 году н. э. В своих поздних писаниях Баб более явно провозглашал свою роль Скрытого Имама и нового вестника от Бога.
Природа различных претензий Баба и то, как они были поняты разными группами людей, является сложной. Оппоненты утверждают, что изменяющиеся претензии представляют собой собственные изменяющиеся устремления Баба, в то время как сторонники описывают этот вопрос как мудрое и постепенное раскрытие согласованной идентичности.
Например, первое писание Баба было создано в том же стиле, что и Коран, что в то время было бы легко признано как претензия на откровение.

Саиди пишет:
Его ранние писания до Его ссылки в Маку имеют двусмысленный характер относительно Его истинной притязания, чтобы подготовить людей к последующему раскрытию Его истинного положения.
Согласно Манучехри, подход к утверждению более низкой позиции был предназначен для того, чтобы создать чувство ожидания появления Скрытого Имама, а также чтобы избежать преследований и заключения, поскольку публичное провозглашение статуса Махди могло бы привести к быстрой смертной казни. В первые месяцы его публичных заявлений принятие осторожной политики фактически достигло максимального внимания при минимальных противоречиях.
Некоторые ранние последователи видели в нём посланника от Бога с божественной властью, что вызвало разногласия внутри бабидской общины. Хотя Баб намеревался передать своё послание с осторожностью, многие из его последователей, такие как Тахире, открыто заявляли о пришествии обещанного Скрытого Имама и Махди.
Кайюм аль-асма, первое крупное произведение Баба, идентифицирует его автора как Посланника Бога, в линии Моисея, Иисуса, Мухаммада и тех, кто предшествовал им. Этот комментарий адресован всему человечеству, с множеством упоминаний народов земли и правителей Востока и Запада, приглашая их принять новое, "чудесное" Дело духовного и социального обновления. На многих местах в этом комментарии Сеид Али Мухаммад называл себя традиционным мусульманским титулом "Баб" (Врата), хотя из контекста было очевидно, что он имел в виду под этим термином духовное заявление, очень отличное от любого, с которым это название ранее было ассоциировано. На одном уровне его использование титула "Врата" было разработано, чтобы уменьшить вызывающее воздействие его утверждения о том, что он является независимым Посланником Бога, в то время как на другом уровне, для тех, кто понимал последствия его утверждений, этот титул указывал на его роль как предвестника или "Врат" – ссылка на Бахауллу, обещанного универсального посланника, предвиденного основной частью мировых писаний.

Заключение Баба в Мякку стало поворотным моментом в его жизни и миссии. Во время девяти месяцев тюремного заключения он открыто объявил о своем положении как обещанного Каима (Скрытый Имам) и отменил социальные законы ислама. Баб объяснил, что ранее в своем служении и из сострадания он следовал законам Корана, чтобы облегчить переход для людей и избежать их беспокойства новой откровением. Он сознательно скрывал свою истинную идентичность, чтобы его послание могло быть постепенно понято массами. Даже его титул, Баб («Врата»), был выбран, чтобы смягчить влияние его претензии как явления Бога. Он сказал:
Рассмотрите многочисленные благодати, дарованные Обещанным, и излияния Его щедрости, которые проникли в общество последователей ислама, чтобы помочь им обрести спасение. В самом деле, обратите внимание, как Тот, Кто является источником творения, Кто является Толкователем стиха "Истинно, Я есмь Бог", представил Себя как Врата (Баб) для наступления обещанного Каима, потомка Мухаммада, и в Своей первой Книге предписал соблюдение законов Корана, чтобы люди не были охвачены смятением из-за новой Книги и нового Откровения и могли считать Его Веру схожей с их собственной, и, возможно, они не отвернулись бы от Истины и не проигнорировали бы то, ради чего они были вызваны к существованию.

## Казнь
В середине 1850 года новый премьер-министр, Амир Кабир, отдал приказ о казни Баба, вероятно, из-за поражения различных восстаний бабидов и потому, что популярность движения, по-видимому, спадала. Баб был возвращен в Тебриз из Чехрика для казни через расстрел. Накануне своей казни, на пути в камеру, молодой баби Мухаммад-Али (Анис) из Зонуза умолял о мученичестве вместе с ним, после чего был немедленно арестован и помещен в ту же камеру, что и Баб.
Утром 9 июля 1850 года (28 Шаабана 1266 года хиджры) Баб был выведен на двор казарм, где он был заключен. Тысячи людей собрались, чтобы посмотреть на его казнь. Баб и Анис были подвешены на стене, и большой отряд солдат был готов к стрельбе. Многочисленные свидетельства очевидцев, включая западных дипломатов, описывают произошедшее. Приказ о выстреле был отдан. Сведения расходятся в деталях, но все сходятся в том, что первый залп не смог убить Баба; пули вместо этого разрезали веревку, на которой они были подвешены. Вызван был второй стрелковый отряд и дан второй приказ о стрельбе. На этот раз Баб был убит. В традициях баби и бахаи считается, что неудача первого залпа убить Баба была чудом. Останки Баба и Аниса были выброшены в канаву и предполагалось, что они будут съедены собаками. Джастин Шил, британский министр в Тегеране, осудил это.
Останки были тайно спасены горсткой баби и затем скрыты. Со временем останки были тайно перевезены в соответствии с указаниями Бахауллы, а затем Абдул-Бахи через Исфахан, Кирманшах, Багдад, Дамаск, Бейрут, а затем морем в Акко, на равнине под горой Кармель в 1899 году. 21 марта 1909 года останки были погребены в специальной гробнице, Усыпальнице Баба, построенной для этой цели Абдул-Бахой, на горе Кармель в современной Хайфе, Израиль. В её окрестностях Всемирный Центр Бахаи приветствует посетителей на экскурсии по садам.

## Учения и наследие
В центре учений Баба находился призыв к примирению всех членов человеческой семьи, что ознаменовало начало нового этапа в человеческой истории: «будьте как листья и плоды одного дерева, чтобы вы могли стать источником утешения друг для друга... Вам всем следует быть единым, неделимым народом...». Баб, таким образом, подчеркивал универсальную этическую перспективу, включая моральный императив не делать различий между верующими и неверующими и признавать объективные нужды других. Цель этих учений заключалась в том, чтобы заложить основу «революционного преобразования человечества».
В конечном итоге Баб объяснил, что человеческое счастье и благополучие зависят от обращения с другими людьми в соответствии с золотым правилом, особенно воздержания от причинения другим печали, а также приведения всех вещей, будь то природные или рукотворные, в состояние совершенства, процесс дарования всем вещам красоты и духовной цели. Таким образом, сама цивилизация становится священным делом; задача, которую можно понять, как указывает Баб, только сосредоточив свой "взор на Порядке Бахауллы". Как подчеркнул Саиди, "более широкое значение трудов Баба заключается в их неразрывной связи с трудами Бахауллы..."
Учения Баба предлагают новые интерпретации понятий о Боге, религии и пророках и соответственно переосмысляют религиозные концепции, такие как рай, ад и воскресение. Прогрессивное откровение, непрерывность и обновление религии, модернизация образования, улучшение положения женщин, упразднение священничества, акцент на этику, независимое исследование истины и человеческое благородство являются ключевыми учениями Баба. Ещё одним основным направлением его учений является акцент на пришествие мессианской фигуры, которую он часто называет "тот, кого явит Бог". Баб последовательно обсуждает свое собственное откровение и законы в контексте этой обещанной фигуры. В отличие от предыдущих религий, где ссылки на обещанных фигур были лишь случайными и намекали лишь образами, основное внимание в Байане, материнской книге откровения Баба, уделяется подготовке к пришествию "того, кого явит Бог".

### Основные принципы
Основное убеждение бабизма — концепция непрерывной и развивающейся религии. Бог постепенно открывает Себя через пророков, и по мере прогресса человечества божественные учения становятся более полными и утонченными. Каждая религия возникает в ответ на конкретные социальные потребности своего времени, превосходя свою предшественницу, но в конечном итоге ведет к появлению ещё более совершенной религии. Эти пророки рассматриваются как совершенные отражения Бога в мире. Он подчеркивает единство пророков, сравнивая их с зеркалами, отражающими одно и то же солнце (Бога). Кроме того, Баб утверждает, что божественное откровение — это непрерывный процесс, и новые пророки появляются на протяжении всей истории.
Баб переосмысливает воскрешение не как конец света, а как упадок старой религии и её возрождение через новое откровение. Он использует метафору сезонов, чтобы объяснить эту цикличную прогрессию. Он утверждает, что так же, как дерево умирает зимой, но возрождается весной, так и религии переживают периоды упадка и возрождения. Эта концепция охватывает исторические изменения и человеческую активность, формируя взгляд на будущее, как на непрерывный и последовательный процесс.
Баб рассматривает религию как динамическое явление, являющееся результатом взаимодействия между волей Бога и исторической стадией человечества. Он отвергает традиционное представление о религии как об абсолютном и неизменном навязывании воли Бога. Религия, как и человечество, является динамической и прогрессивной реальностью.
В отличие от более ранних религий, в которых лишь изредка упоминаются будущие пророки, священный текст бабизма, Байан, сосредоточен на мессианской фигуре, которая превосходит его самого и именуется «Тот, Кого явит Бог». Баб позиционирует свою собственную миссию как подготовку пути для этого обещанного. Эта фигура описывается как обладающая всеми божественными качествами и имующей власть, равную Богу. Баб призывает к независимому исследованию, чтобы распознать обещанного, основываясь на их характере и действиях, а не на внешних факторах. Он предостерегает от отвержения обещанного на основе священных текстов бабизма, подобно тому, как прошлые религии противились новым пророкам.
Баб подчеркивает врожденную способность людей критически мыслить и самостоятельно искать истину. Он отменяет духовенство и подчеркивает значение слов откровения, а не чудес, как истинного критерия легитимности пророка. Он устраняет властную структуру священников и запрещает молитву в собрании, проводимую духовенством, утверждая, что поклонение не требует посредничества человека. Он рассматривает духовенство как основную причину религиозной коррупции.
Баб горячо отстаивает рациональность, науку и эффективное образование. Он представляет себе прогрессивное общество, построенное на хорошо организованных школах, обучающих этике, уважению к различным мнениям, научному исследованию и роли женщин в обществе. Он поощряет изучение естественных наук и предлагает образовательные реформы, такие как устранение архаичных тем и использование более простого языка.
Вера баби значительно улучшила жизнь женщин по сравнению с преобладающими нормами. В своих законах он, как правило, относится к женщинам и мужчинам на равных, смягчая бремена, наложенные исламским правом. Он не поощряет многоженство, запрещает принудительный брак и наложничество, и предоставляет женщинам большую свободу в управлении своей жизнью. Он поощряет образование женщин и видит в них равных мужчинам в глазах Бога. Его поддержка Тахире, ведущей ученицы, бросившей вызов социальным нормам, дополнительно подтверждает его приверженность улучшению прав женщин.
Баб акцентирует внимание на прощении, любви и доброте по отношению к другим, даже к тем, кто причиняет вам вред. Он выступает за личностное развитие, сохранение окружающей среды и создание красивого и процветающего общества. Он запрещает насилие и продвигает мирное сосуществование через доброту и вежливые манеры. В общем, Баб представлял себе общество, сосредоточенное на единстве, любви, служении и отказе от насилия.

### Преемственность
Из-за заметного социального положения Баха́уллы, одного из ведущих деятелей движения баби того времени, и того, что он уже стал мишенью приказа о его казни (изданного Мохаммад шахом незадолго до его смерти), были приняты меры предосторожности для избегания привлечения к нему лишнего внимания. Даже письма Ба́ба к Баха́улле приходили на имя его младшего брата Мирзы́ Яхья. Опасность, угрожавшая Баха́улле, исходила от Амир-Кабира. Согласно Саиди, если бы Амир Кабир узнал о ключевой роли, которую Баха́улла играл в общине ба́би, он бы его казнил. Баха́улла, Мирза́ Яхья и один из секретарей Ба́ба достигли соглашения, согласно которому, для защиты Баха́уллы, младший брат будет признан номинальным главой общины баби, что обезопасит Бахауллу. Это давало Баха́улле больше свободы для продолжения своей деятельности как лидера баби. Соответственно, Ба́б отправил письмо Мирзе́ Яхья, назначая его номинальным лидером до неизбежного появления Обетованного, обычно называемого Ба́бом как 'Тот, кого явит Бог'. На тот момент Мирза́ Яхья, будучи ещё подростком, никогда не проявлял лидерства в движении баби и всё ещё жил в доме своего старшего брата, Баха́уллы. Согласно Аманату, маловероятно, что Мирза́ Яхья, молодой человек, которому было не более 18 лет, мог напрямую быть в центре внимания Ба́ба, особенно с учётом того, что Ба́бу было запрещено общаться со своими последователями в тюрьмах Ма́ку и Чихри́ка.
Суть и цель миссии самого Баба, как он всегда подчеркивал, заключалась в подготовке людей к пришествию обетованного. Баб описывает эту мессианскую фигуру как источник всех божественных атрибутов и утверждает, что его воля равносильна воле Бога. Он призывает своих последователей самостоятельно исследовать и искать обетованного, и признавать его по его собственной внутренней сущности, деяниям и атрибутам, а не из-за каких-либо внешних причин. Он даже предупреждает их, чтобы они не были лишены обетованного, споря против него на основе трудов Баба, так же как последователи прежних религий выступали против следующего пророка, ссылаясь на свои священные писания, тема, которую он неоднократно подчеркивал в течение всего Байана. Более того, Баб говорит о близости пришествия обетованного и называет время его пришествия девятым и девятнадцатым годом.
В 1863 году, через девятнадцать лет после провозглашения миссии Баба, Бахаулла в сопровождении своих спутников в Ираке, а позже в 1866 году в Эдирне, более открыто заявил, что он является той самой личностью, обещанной Бабом. Большинство членов сообщества баби приняли его и позже стали известны как Бахаи.
Для небольшой группы баби́дов, которые не признали Баха́уллу́, Мирза́ Яхья оставался их лидером до своей смерти в 1912 году, а его последователи стали известны как азали́ты. Вопрос о преемственности азалитов остается спорным. Бахаи́стские источники утверждают, что 11 из 18 "свидетелей", назначенных Мирза Яхья для наблюдения за общиной баби, стали бахаи́, как и его сын. Человек, якобы назначенный Мирзой Яхья своим преемником, Хади Даула́т-Аба́ди, в дальнейшем публично отрекся от своей веры в Ба́ба и Мирзу Яхья. Сегодня бахаи́ насчитывают несколько миллионов последователей, в то время как оценки числа азали́тов в Иране, как правило, составляют около тысячи, и впоследствии, как организация, прекратили свое существование.

### Празднования в Вере Бахаи
В календаре бахаи события рождения, декларации и смерти Баба отмечаются бахаи общинами ежегодно. Во время празднования столетия декларации Баба Мулле Хусейну в мае 1944 года бахаи устроили просмотр портрета Баба во время празднований, проведенных в Доме поклонения бахаи (Уилметт, Иллинойс). На мероприятии выступали Дороти Бичер Бейкер, Хорас Холли и другие.
Понятие «двойное Богоявление» является фундаментальной концепцией в вере бахаи, описывающей отношения между Бабом и Бахауллой. Оба считаются Явлениями Бога, каждый из которых основал отдельную религию (бабизм и Вера бахаи) и открыл свои священные писания, но считаются формирующими непрерывную последовательность. Для бахаи миссии Баба и Бахауллы неразрывно связаны: миссия Баба заключалась в подготовке пути для прихода Того, кого явит Бог, который в конечном итоге появился в лице Бахауллы. Оба, Баб и Бахаулла, почитаются как центральные фигуры Веры бахаи. Проводится параллель между Бахауллой и Бабом как между Иисусом и Иоанном Крестителем, хотя делается акцент на исключительном феномене прихода двух Явителей Бога для одной эпохи.

### Влияние
Абдул-Баха обобщает влияние Баба: «Один, Он взялся за задачу, которую трудно представить… Эта выдающаяся Сущность поднялась с такой силой, что потрясла основы религиозных законов, обычаев, нравов, морали и привычек Персии и учредила новый закон, веру и религию.» Его сравнивают[кто?] с Мартином Лютером.
Движение бабидов оказало значительное влияние на религиозную и социальную мысль в Иране XIX века. Кристофер де Беллейг, пишущие о эпохе Просвещения в исламском мире, написал:
Движение бабидов, начавшееся в 1840-х годах, стало важным катализатором социального прогресса в середине XIX века в Иране, продвигая межрелигиозный мир, социальное равенство между полами и революционный антимонархизм... оно продолжило предлагать видение современности, основанной на секуляризме, интернационализме и отказе от войны. Именно это видение позволило ему выжить до наших дней — как бахаи — в отдельных общинах и сообществах, насчитывающих пять миллионов человек, и делает его достойным включения в любой рассказ о модернизации на Ближнем Востоке.

## Писания
Баб утверждает, что стихи, открытые Явлением Бога, являются величайшим доказательством его миссии, и писания Баба насчитывают более двух тысяч скрижалей, посланий, молитв и философских трактатов. Большинство работ были открыты в ответ на конкретные вопросы бабидов. Иногда Баб открывал произведения очень быстро, читая их в присутствии секретаря и очевидцев. Эти писания являются частью Писаний Бахаи, особенно его молитвы, которые часто читаются как индивидуально, так и на молитвенных собраниях. Произведения Баба также вызвали интерес и анализ со стороны ученых. Эльхам Афнан описывает писания Баба как "перестраивающие мышление своих читателей, чтобы они могли освободиться от цепей устаревших верований и унаследованных обычаев". Джек Маклин отмечает новаторскую символику произведений Баба, отмечая, что "Вселенная святых писаний Баба пронизана символикой. Числа, цвета, минералы, жидкости, человеческое тело, социальные отношения, жесты, поступки, язык (буквы и слова), и сама природа - все это зеркала или знаки, отражающие более глубокую реальность имен и атрибутов (асма ва сифат) Бога". Произведения Баба характеризуются лингвистическими инновациями, включая множество неологизмов, когда существующие теологические термины оказались неадекватными. Свободная ассоциация и стиль композиции потока сознания являются характерными чертами некоторых работ. Несколько ученых отметили непрерывное повторение определенных слов или фраз религиозной важности, которое является отличительной чертой в писаниях Баба. Сам Баб категоризировал свои писания на пять режимов: божественные стихи, молитвы, комментарии, рациональный дискурс — написанный на арабском языке — и персидский режим, охватывающий предыдущие четыре. Ученые отметили общие черты между писаниями Баба и произведениями западных философов, таких как Гегель, Кант и Джеймс Джойс.
Большинство сочинений Баба были утеряны, однако. Сам Баб утверждал, что их размер превышал пятьсот тысяч стихов; тогда как Коран, для сравнения, состоит из 6300 стихов. Если предположить, что на странице 25 стихов, это будет равно 20 000 страниц текста. Набиль-и-Заранди в Вестниках рассвета упоминает девять полных комментариев к Корану, которые были открыты во время заключения Баба в Маку и бесследно утеряны. Установление подлинного текста работ, которые всё ещё существуют, как уже отмечалось, не всегда легко, и некоторые тексты потребуют значительной работы. Однако другие в хорошем состоянии; несколько основных работ Баба доступны в почерке его доверенных секретарей.
В Архивном отделе Всемирного центра бахаи в настоящее время хранится около 190 Скрижалей Баба. Отрывки из нескольких основных произведений были опубликованы в единственной англоязычной компиляции сочинений Баба: Избранное из произведений Баба. Денис МакИойн в своей книге Источники для ранней доктрины и истории бабизма описывает многие произведения; значительная часть следующего краткого содержания взята из этого источника. В дополнение к крупным произведениям Баб открыл множество писем своей жене и последователям, множество молитв с различными целями, множество комментариев на стихи или главы Корана, и много хутбих или проповедей (большинство из которых никогда не были произнесены). Многие из них были утрачены; другие сохранились в сборниках.
Баб критиковался за его непоследовательное использование корректной и некорректной арабской грамматики в своих религиозных трудах, хотя в своих арабских письмах он делал очень мало ошибок. Причиной этой непоследовательности могло быть желание отличить тех, кто не мог увидеть дальше внешней формы слов, от тех, кто мог понять более глубокий смысл его послания. Баб в своем Трактате о грамматике подчеркнул, что арабская грамматика должна преподаваться как внешний символ духовной грамматики вселенной.

### Три этапа
Труды Баба описаны в терминах различных типологий, включая хронологические и тематические. Сам Баб делит свои труды на два этапа: первый этап, где в целях подготовки и благоразумия тонкости его утверджений и учений были завуалированы и, следовательно, не были оценены сердцами и умами людей вокруг него; и более поздний этап, когда он открыто заявил, что он не только обещанный Двенадцатый Имам шиизма, но и Пророк, который принес новую мировую религию, предсказанную Торой, Евангелием и Кораном. Он утверждал, что это новое откровение высвободит творческие энергии и способности, необходимые для установления глобального единства и мира.
Учения Баба можно дополнительно понять как имеющие три широкие стадии, каждая из которых имеет доминирующий тематический фокус. Его ранние учения в первую очередь определяются его интерпретацией Корана и хадисов, которые переосмысляют общее понимание теологических убеждений в свете новой герменевтики, подчеркивающей единство Бога и его пророков и всех людей. Вместо того чтобы раскрывать новые религиозные законы, ранняя доктрина бабидов "сосредотачивается на внутреннем и мистическом значении религиозного закона" и "превращении ритуальных действий в духовное путешествие". Эти темы продолжаются в последующие годы, но происходит сдвиг, где его акцент переходит на философское объяснение, и, наконец, на законодательные высказывания.
Во второй философской стадии Баб дает объяснение метафизики бытия и творения, а на третьей законодательной стадии его мистические и исторические принципы объединяются, поскольку труды Баба приобретают историческое сознание, и ясно устанавливают принцип Прогрессивного откровения.
Баб обсуждает множество фундаментальных вопросов религии на этом втором этапе, включая то, как распознать духовную истину, природу человеческого существа, значение веры, природу добрых дел, предпосылки духовного пути и вопрос о вечности или происхождении мира. Реализация «истинной справедливости» в мире и центральная роль религии в достижении такой справедливости — ещё одна важная тема этого этапа. В своем трактате о пении Баб даже исследует философию музыки, «где, как и всякое другое человеческое действие, пение становится нравственным или безнравственным в зависимости от намерения действующего и функции действия».
В 1848 году учение Баба изменилось с явной отменой исламского закона и введением собственного набора доктрин и практик. Была предложена радикальная концепция: религия не должна пониматься как нескончаемое навязывание воли Бога людям, но скорее как "продукт взаимодействия воли Бога с исторической стадией развития человечества." Поскольку человеческое понимание и действия подвергаются изменениям, религия также является развивающимся и прогрессивным явлением. Персидский Баян, главный священный труд Баба в этот период, открыто провозглашает начало новой религии. Правовая система Баба включала подробности о браке, погребении, паломничестве, молитве и других практиках, которые, по-видимому, были предназначены для будущего государства бабидов или для реализации "Того, Кого явит Бог", обещанного универсального посланника Бога, который упоминается во всех писаниях Баба. Все эти законы зависели от одобрения "Того, Кого явит Бог" и таким образом их важность заключалась в духовном значении, которое они символизировали: признание Того, Кого явит Бог в следующем божественном откровении.

### Писания до его провозглашения
Тафсир Баба на суру аль-Бакара был начат Бабом в ноябре или декабре 1843 года, за шесть месяцев до провозглашения его миссии. Первая половина была завершена к февралю или марту 1844 года; вторая половина была открыта после провозглашения Баба. Это единственное произведение Баба, открытое до его провозглашения, которое сохранилось полностью. Оно также проливает свет на отношение Баба к шиитским двудесятным убеждениям. Его жена также упоминала важные эпизоды до его провозглашения.

### Шираз, май – сентябрь 1844 года
- Первая глава Каюму'ль-Асма ("Тафсир на суру Юсуфа") была написана Бабом вечером 22 мая 1844 года, когда он сделал свое заявление Мулле Хусейну. Вся работа, которая насчитывает несколько сотен страниц и считается откровением у бахаи, потребовала сорока дней для написания; это одно из более длинных арабских произведений Баба. Она широко распространилась в первый год движения баби, выполняя функции чем-то наподобие Корана или Библии для баби. В книге Баб утверждает свою притязание быть Явлением Бога, хотя это утверждение замаскировано другими заявлениями о том, что он является слугой Скрытого имама[127]. Тахире перевела этот труд на персидский язык.
- Сахифа-йи-махзунита, откровение которого произошло перед его отъездом в Мекку в сентябре 1844 года, состоит из сборника из четырнадцати молитв, в основном для чтения в определенные святые дни и праздники. Его содержание оставалось в рамках ожиданий ислама[128].

### Паломничество, сентябрь 1844 – июнь 1845
Во время его паломничества в Мекку продолжительностью 9 с половиной месяцев, Бабом было создано много произведений:
- Хасá'иль-и-сабʿих: Произведение, написанное Бабом во время морского путешествия обратно в Бушир после его паломничества, в котором были перечислены некоторые правила для соблюдения бабистским сообществом. Копия рукописи, вероятно, до сих пор существует в Иране[129].
- Кита́б-и-Ру́х («Книга Духа»): Эта книга содержит 700 или 900 стихов и была написана, когда Баб возвращался в Бушир после паломничества. Оригинал был почти уничтожен, когда Баб был арестован. Известно о нескольких сохранившихся рукописных копиях[130].
- Сахи́фих байну'л-харамáйн («Трактат между двумя святынями»): Этот труд на арабском языке был написан, когда Баб путешествовал из Мекки в Медину в начале 1845 года и является ответом на вопросы, заданные ему видным лидером шейхитов[131].
- Кита́б-и-Фихри́ст («Книга каталога»): Перечень произведений Баба, составленный самим Бабом после возвращения из паломничества в Мекку, 21 июня 1845 года. Это библиографический список его наиболее ранних произведений[132].

### Бушир и Шираз, март 1845 – сентябрь 1846
Баб находился в Бушире с марта по июнь 1845 года, затем в Ширазе.
- Сахифа-йи-Джаʿфариййих: Баб написал этот трактат неизвестному корреспонденту в 1845 году. Протяжённостью более ста страниц, он излагает многие из его основных учений, особенно в отношении некоторых взглядов шейхитов[133].
- Тафсир-и-Сурих-и-Каусар ("Тафсир на суру аль-Каусар"): Баб написал этот комментарий для Яхьи Дараби Вахида, когда находился в Ширазе; это самая важная работа, открытая в период ширазского периода. Хотя сура состоит всего из трёх стихов и является самой короткой в Коране, комментарий к ней насчитывает более двухсот страниц. Работа была широко распространена, и существует, по крайней мере, дюжина ранних рукописей[134][135].

### Исфахан, сентябрь 1846 – март 1847
- Нубуввих хасиш: Это произведение, на пятьдесят страниц, было открыто в течение двух часов в ответ на вопрос губернатора Манучехра-хана Горджи. Оно обсуждает особое пророчество Мухаммада, важную тему, обсуждаемую в дебатах между мусульманами и христианами[136][49][137].
- Тафсир-и-Сурих-и-ва-ль-аср (Комментарий на суру ал-ʿАср): Это одно из двух важных произведений, написанных Бабом в Исфахане. Оно было написано спонтанно и публично в ответ на просьбу Мир Сейид Мухаммада, главного клерика города; большая часть была написана за один вечер, что вызвало удивление у присутствующих[138].

### Маку, конец лета 1847 – май 1848
Баб покинул Исфахан в марте 1847 года, находился за пределами Тегерана несколько месяцев, а затем был отправлен в крепость в Маку в северном Иране, близ границы с Турцией. Это место стало свидетелем создания некоторых из наиболее важных произведений Баба.
- Персидский Баян: Это, несомненно, самое важное произведение Баба, содержащие зрелое изложение его учений. Оно было написано в Маку в конце 1847 или начале 1848 года. Работа состоит из девяти глав, называемых вахидами или "единствами", которые, в свою очередь, обычно подразделяются на девятнадцать баб или "врат"; единственным исключением является последнее единство, которое содержит только десять баб. Баб объяснил, что задача "Того, Кого Бог явит" завершить это произведение; Бахаи считают книгу Бахауллы Китаб-и-Иган завершением Баяна. Каждое единство начинается с арабского резюме его содержания, что делает его легче для чтения, чем многие другие работы Баба. Отрывки из этого произведения опубликованы в Селекции из Писаний Баба; А. Л. М. Николя перевел всё произведение на французский язык в четырёх томах по 150 страниц каждый[139].
- Арабский Баян: Это более короткая и менее важная из двух Баянов. Она состоит из одиннадцати вахидов или "единств", каждое из которых имеет девятнадцать баб или "врат". Она предлагает краткое изложение учений и законов Баба. Она была написана в Маку в конце 1847 или начале 1848 года[140].
- Далá'ил-и-Саб'их ("Семь доказательств"): Существуют две работы с этим названием, более длинная на персидском, более короткая на арабском; обе были написаны в Маку в конце 1847 или начале 1848 года. Николя назвал персидские "Семь доказательств" "самой важной из полемических работ, вышедших из под пера Сейида Али Мухаммада"[141]. Работа была написана либо некоему не бабиду, либо последователю, вера которого была пошатнувшейся, однако личность адресата неизвестна. Арабский текст резюмирует семь доказательств, представленных в персидском тексте.

### Чихрик, май 1848 – июль 1850
Баб провел два года в Чихрике, за исключением короткого визита в Тебриз для суда. Работы, созданные им в это время, были более эзотерическими или мистическими и менее тематически организованными. Были написаны две крупные книги, в дополнение к многим мелким работам:
- Китабу'ль-Асма («Книга Имён»): Это чрезвычайно длинная книга о именах Бога. Она была написана в последние дни пребывания Баба в Чихрике, перед его казнью. Разные рукописные копии содержат множество вариаций текста; книга потребует значительной работы для восстановления её оригинального текста[143].
- Китаб-и-Пандж Ша'н («Книга Пяти Степеней»): Написано на арабском и персидском языках в период с марта по апрель 1850 года, всего за три месяца до его казни, это одно из последних произведений Баба. Книга состоит из восьмидесяти пяти разделов, распределённых по семнадцати группам, каждая из которых имеет заголовок в виде одного из имен Бога. В каждой группе представлено пять «степеней», т.е. пять различных типов разделов: стихи, молитвы, проповеди, комментарии и откровения на персидском языке. Каждая группа направлялась отдельному лицу и создавалась в разный день. Таким образом, работа представляет собой своего рода сборник несвязанных материалов. Некоторые разделы представляют собой дальнейшее объяснение основных тем учения Баба; другие состоят из длинных перечислений имен Бога и вариаций их корней[144].

## Внешние ссылки
- Изображения архивных материалов, связанных с Бабом
- Баб в проекте «Гутенберг»
- Работы Баба в Библиотеке авторитетных текстов бахаи